# Kanton Arreau
Kanton Arreau (francouzsky Canton d'Arreau) je francouzský kanton v departementu Hautes-Pyrénées v regionu Midi-Pyrénées. Tvoří ho 19 obcí.

## Obce kantonu
- Ancizan
- Ardengost
- Arreau
- Aspin-Aure
- Aulon
- Barrancoueu
- Bazus-Aure
- Beyrède-Jumet
- Cadéac
- Camous
- Fréchet-Aure
- Gouaux
- Grézian
- Guchen
- Ilhet
- Jézeau
- Lançon
- Pailhac
- Sarrancolin